# フラン＝ラミ
フラン＝ラミ（Franc-Lamy、本名：Pierre Désiré Eugène Franc Lamy、1855年5月12日 - 1919年3月13日）はフランスの画家である。

## 略歴
ピュイ＝ド＝ドーム県のクレルモン＝フェランのステンドグラス職人の家に生まれた。地元の美術学校で学び1873年からパリのエコール・デ・ボザールで、イジドール・ピルスに学んだ。同時期の学生にはノルベール・グヌットやフレデリック・コルデーがいる。1875年にピルスが亡くなった後、アンリ・レーマンやジャン＝レオン・ジェロームに学んだ。
パリではリーヴ・ドロワト（Rive Droite:セーヌ川右岸の地域）に住み、印象派の画家たちや文学者が集まっていたカフェ・ド・ラ・ヌーヴェル・アテーヌやカフェ・ド・ラーモール(Café du Rat Mort)をしばしば訪れ、レオン・ディエリクス、オーギュスト・ヴィリエ・ド・リラダン、モーリス・ロリナ、ステファヌ・マラルメといった文学者たちのサークルにも参加した。
音楽家のエルネスト・カバネルを通して、パリで有名な文芸サークルのホステスであったニーナ・ド・カリヤスに紹介され、しばらく愛人であったこともあった。画家のピエール＝オーギュスト・ルノワール(1841-1919)の友人であり、しばしばルノワールの絵のモデルになった。例えば『ムーラン・ド・ラ・ギャレットの舞踏会』に描かれている。
1877年の第3回印象派展に、ルノワールに招かれ出展した。初期の作品は印象派の影響を受けていた。1880年からサロン・ド・パリに毎年出展するようになった。ヴェネツィアやブルージュへを旅して描いた風景画や、女性人物画を描いた。
1892年に、レジオンドヌール勲章（シュバリエ）を受勲し、1914年にレジオンドヌール勲章（オフィシエ）を受勲した 。

## 作品
- ヴェネツィア
- ベルサイユの噴水